# Мевар

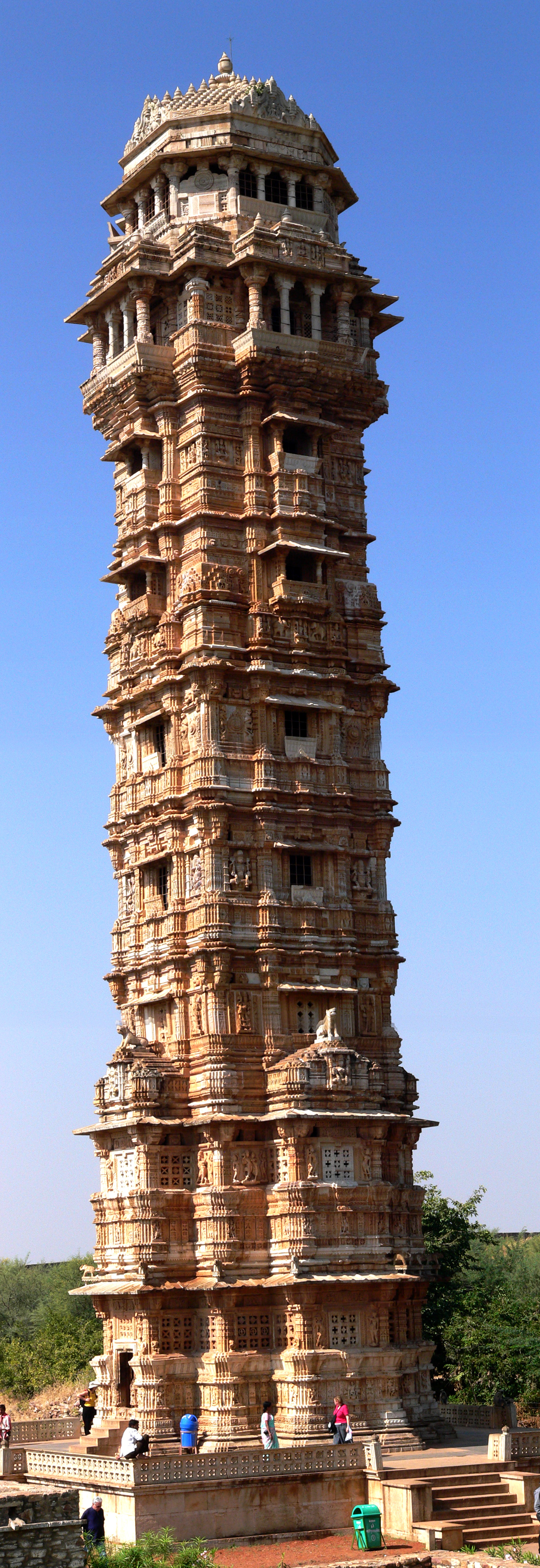
«Столп побед» в Читторе (1440-е гг.)

Мевар — историческая область и одноимённое раджпутское княжество на юге Раджастхана. Мевар отделён от Марвара Араваллийским хребтом. Меварская государственность восходит к середине VIII века. Меварские правители из рода Сисодия претендовали на старшинство среди раджпутских кланов.

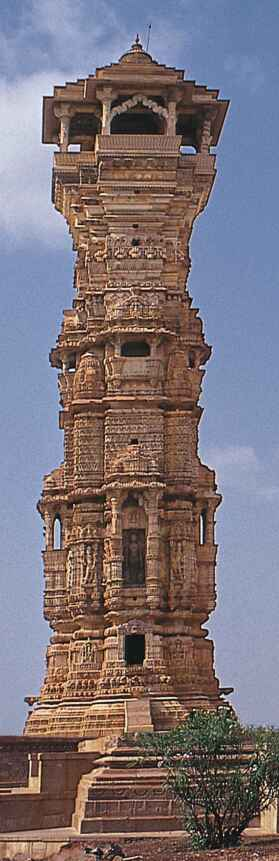
«Столп славы» в Читторе (XII век)

В Средние века резиденцией меварского правителя служил расположенный на гребне высокого утёса и хорошо укреплённый Читторгарх. Род Сисодия пришёл к власти в Меваре после того, как в 1303 году Читторгарх был разорён войсками делийского султана. В 1534 году к Читторгарху приступил гуджаратский султан Бахадур-шах, спровоцировав местных женщин по обычаю предков совершить массовое самосожжение (джаухар).
В 1568 году в Раджастхан вторгся Акбар Великий и подчинил себе все раджпутские княжества, за исключением Мевара. После того, как моголы разрушили Читторгарх, Раджа Удай Сингх основал в 1568 году новую столицу — Удайпур. Его наследник раджа Махарана Пратап, хотя и понёс тяжелейшие потери в битве при Гогунде (июнь 1576 года), отказался покориться захватчикам. В 1614 году удайпурский раджа признал наконец себя подданным Великих Моголов.